# Beruas (Kelapa)
Beruas is een plaats in het bestuurlijke gebied Bangka Barat in de provincie Bangka-Belitung, Indonesië. De plaats telt 1473 inwoners (volkstelling 2010).